# RMS Ausonia
Le RMS Ausonia est un paquebot, lancé en 1921, appartenant à la compagnie Cunard Line.

## Construction
Le navire est construit par Armstrong Whitworth. Il est lancé le 22 mars 1921.

## Historique

### L'entre deux guerres
Il effectue son premier voyage le 31 août 1921 sur la ligne Liverpool-Montréal. 

### La seconde guerre mondiale
Il est réquisitionné le 2 septembre 1939 pour être transformé en croiseur auxiliaire. Il est armé de 8 canons de 6 pouces (en) et 2 canons de 3 pouces. Le 27 mars 1942, il est converti en navire atelier.

#### Escorte de convois HX
Il participe à l'escorte de plusieurs convois HX.
| Date          | Convois escortés |
| ------------- | ---------------- |
| Décembre 1939 | convoi HX 12     |
| Mars 1940     | convoi HX 29     |
| Mai 1940      | convoi HX 44     |
| Juin 1940     | convoi HX 49     |

### L'après guerre
Il est démoli en 1965.